# L'amor és estrany (pel·lícula de 1988)
L'amor és estrany és una pel·lícula espanyola de drama romàntic del 1988 dirigida per Carles Balagué. Fou subvencionada per la Direcció general de Cinematografia de la Generalitat de Catalunya i el Ministeri de Cultura. Ha estat doblada al català.

## Sinopsi
Víctor és un tècnic informàtic que coneix una prostituta anomenada Carlota i se sent fascinat per ella. Però un tmps més tard, després d'una trobada ocasional amb una altra dona, és testimoni d'un crim comès per Carlota. A través d'ella descobreix un món violent i autodestructiu, però no en descobreix la veritat sobre Carlota, víctima de l'extorsió d'un proxeneta juntament amb la seva germana. Històries entrecreuades de nou persones de manera desorganitzada, descurada i amb pocs mitjans.

## Repartiment
- Muntsa Alcañiz... Silvia
- Mario Gas... Víctor
- Fernando Guillén... Albert
- Mercè Managuerra... 	Angela
- Teresa Manresa ... Secretària de Víctor
- Anna Maria Mauri ... Diana
- Margarida Minguillón... Angèlica
- Pep Munné... 	Emilio
- Eulàlia Ramon... Carlota
- Constantino Romero

## Premis
Als VII Premis de Cinematografia de la Generalitat de Catalunya va rebre el premi a la millor actriu per Eulàlia Ramon.